# Vinkelsumma

Ett grafiskt bevis för triangelns vinkelsumma.

Vinkelsumma är summan av samtliga vinklar i en geometrisk figur (polygon).
I Euklidisk geometri kan man visa att triangelns vinkelsumma är 180°. Man kan även visa att vinkelsumman för en n-hörning är {\displaystyle (n-2)*180}°, detta följer av att en n-hörning kan tesselleras med n-2 trianglar.
I hyperbolisk geometri är vinkelsumman i en triangel mindre än två räta vinklar.
I elliptisk geometri är vinkelsumman i en triangel större än två räta vinklar.